# توماش راچک
توماش راچک (انگلیسی: Tomáš Raček؛ زادهٔ ۲۱ دسامبر ۱۹۴۷) بازیگر اهل کشور اسلواکی است. وی از سال ۱۹۷۲ میلادی تاکنون مشغول فعالیت بوده‌است.